# Praputnjak
Praputnjak je naselje u Hrvatskoj u zaleđu Bakarskog zaljeva, a administrativno pripada gradu Bakru, koji je dio Primorsko-goranske županije.
Praputnjak se nalazi uz cestu Karolinu, građenu od 1725. do 1732. godine, između Hreljina i Krasice.
Zaštitnik mjesta je Sveti Josip. Dan mjesta Jožehova je 19. ožujka.

## Zemljopis
Cijelom dužinom kroz Praputnjak prolazi županijska cesta D5061. Naselje prati cestu i konfiguraciju terena, te se nepravilno širi od glavne prometnice samo u dijelu oko crkve koja se nalazi u centru mjesta. Oko crkve je i najveća koncentracija kuća. To područje predstavlja zaštićenu etno cjelinu. 
Naselje nema imenovane ulice, ali stanovništvo prepoznaje dijelove naselja (zaseoke): Selo (centar mjesta), Pod Selo, Meja, Košćica, Raskrižje, Femberovo, Gosponovo, Solina, Ogradica, Gajina, Studenac, Trnovica, Lunga, Bajta.
U centralnom dijelu naselja nalazi se crkva Sv. Josipa iz 18.st., Dom kulture i područna osnovna škola (od 1. do 4. razreda).
Južno od naselja nalazi se krški dolac Dolčina.
Od ruba Dolčine do ruba Bakarskog zaljeva, na vrlo strmim padinama uređeni su prezidi koji nose naziv takala, izvorni naziv je i Praputnjarske prezidi,, no često ćemo u novije vrijeme čuti naziv bakarski Prezidi. Ovaj UNESCOM zaštićen spomenik najispravnije je zvati toponimom takala ili prostornom pripadnošću Praputnjarske prezidi.
Praputnjak je, uz grad Bakar, jedino mjesto bakarskog kraja koji ima svoju plažu tj. katastarski izlaz na more.

## Povijest
Na praputnjarskoj Gradini nalaze se prapovijesna nalazišta i nalazišta iz rimskog doba.
Kasnije tijekom 15. i 16. st. su se formirala novija naselja na rubu Dolčine: Bujansko, Fitnićevo, Demelićevo i Tadejsko
1657. u jednoj latinskoj ispravi spominju se imena Prapotnik i Prapotnjak
Prvi pisani spomen kapele sv. Josipa u bakarskim spisima je iz 1716. g.
Tijekom gradnje Karolinske ceste (današnja županijska cesta) od l725. do 1732. godine, stanovništvo je nagrađivano parcelama za gradnju kuća ako se preseli uz cestu i tada nastaje današnji linijski oblik naselja.
Prezidi su nekadašnje poljoprivredno područje na obroncima Bakarskog zaljeva između Bakra i Bakarca. Uređenje je počelo u vrijeme vladavine kraljice Marije Terezije koja je dozvolila da lokalno stanovništvo iskrči šumu koja je rasla na obroncima prema moru i zasadi vinograd. Iskrčeno zemljište je postalo njihovo vlasništvo i bili su 5 godina oslobođeni svih davanja. Radili su se kameni suhozidi(gromače), a u prostor koji je nastao žene (težakinje) su na leđima u kofama(brentama) donosile zemlju u koju se sadila vinova loza. Isključivo od loze dobivene na praputnjarskim prezidima nekada se u podrumima na Praputnjaku radilo pjenušavo vino "Bakarska vodica". 
1789. godine Praputnjak postaje samostalna župa Sv. Josipa prema istoimenoj crkvici koja se nalazila na mjestu današnje župne crkve. Na mjestu stare crkvice krajem 19. stoljeća dovršena je crkva koja i danas dominira panoramom mjesta.
1806. župnik Tomo Miloš otvara groblje na Praputnjaku (do tada su se Praputnjarci pokapali na groblju u Bakru)
1864. godine župnik Štiglić osniva u mjestu školu koja djeluje u župnikovoj kući. Škola je 1872. dobila i vlastitu zgradu u kojoj je i danas smještena Područna škola Praputnjak
1818. Praputnjak na Meji presjeca odvojak Lujzinke ceste od Gornjeg Jelenja za [Bakar], kada je na Meji postavljena Harmica, na kojoj se naplaćivala cestarina po svakom vozu. Kameni stol "kamik" koji je služio za naplatu "kaldrmine" se i danas nalazi uzidan na Meji.
Do 2012. u zgradi škole je radio poštanski ured s poštanskim brojem 51225. 

## Stanovništvo
| broj stanovnika | 1234  | 1057  | 1121  | 1108  | 1014  | 811   | 836   | 763   | 588   | 541   | 634   | 682   | 620   | 581   | 575   | 593   | 532   |
|                 | 1857. | 1869. | 1880. | 1890. | 1900. | 1910. | 1921. | 1931. | 1948. | 1953. | 1961. | 1971. | 1981. | 1991. | 2001. | 2011. | 2021. |

## Kultura
Centar kulturnog djelovanja u Praputnjaku je Dom kulture koji se nalazi iznad centra naselja, iza crkve Sv. Josipa. 
Sagrađen je 1978. godine. U domu djeluje čitaonica....

## Poznate osobe
- Josip Francišković, hrvatski crkveni povjesničar
- Martin Davorin Krmpotić, hrv. svećenik, preporoditelj, misionar, esejist, službovao je kao kapelan u Praputnjaku
- Josip Šilović, prvi ban Savske banovine i senator
- Martin Štiglić, hrvatski svećenik i teolog

## Vanjske poveznice

### Sestrinski projekti
|  | Zajednički poslužitelj ima još gradiva o temi Praputnjak |

### Mrežna sjedišta
- Grad Bakar / Praputnjak – službene stranice  Arhivirana inačica izvorne stranice od 18. listopada 2014. (Wayback Machine)